# Sugarpie and the Candymen
I Sugarpie and the Candymen sono un gruppo musicale jazz italiano formatasi nel 2008 in Emilia-Romagna.
Conosciuti in parte anche grazie ad alcune collaborazioni con Renzo Arbore, sono noti per aver riarrangiato nel loro genere, ovvero il jazz, molti brani popolari di artisti e gruppi notevolmente conosciuti. Tra i loro album vi è Let It Swing, dedicato interamente ai Beatles.

## Storia
Il gruppo nasce nel 2008 e da subito comincia ad ottenere un'ottima attività live. Come, ovviamente il genere suggerisce, il gruppo si esibisce in eventi e festival jazz, partendo dal Milestone Jazz Club di Piacenza e arrivando, in poco tempo, a Zurigo, Berlino, Madrid, riscuotendo sempre più successo in tutta Europa.
Nel 2009 esce il loro primo ed unico omonimo album autoprodotto, disco che vede i riarrangiamenti di alcune hit di Prince e i Blondie, spaziando ai Beatles e i Queen. Nel 2011 esce Swing 'n' Roll, primo album che vede arrangiamenti originali della band, come Tell Me Boy e Waiting for The One, con testi in italiano e in inglese. Nel corso degli anni il gruppo, per arricchire il sound avrà, tra i partecipanti dei loro concerti alcuni star della musica internazionale, per esempio Michael Supnick, Gregory Agid e molti altri.
Nel 2014 si apre con la pubblicazione del terzo album, che prende il nome di uno dei brani originali del precedente album, Waiting For The One. Sempre durante quest'anno il gruppo incontra Renzo Arbore all'Ascona Jazz Festival. La loro conoscenza segna l'inizio di una serie di collaborazioni, che vedranno il gruppo e Arbore al Concerto di Natale in Vaticano nel 2014, al Cremona Jazz Festival nel 2015 e alla radio Rockfiles sempre lo stesso anno. Appunto, sempre nel 2015 il gruppo pubblica Let It Swing, album dedicato interamente ad alcune hit dei Beatles, con cover arrangiate in chiave progressive swing.
Nel 2014 vi è un cambiamento di formazione: Claudio Ottaviano prende il posto di contrabbassista a Alex Carreri, mentre nel 2016 il ruolo di cantante passa a Lara Ferrari
Nel 2017 esce Cotton Candy Club, un album vario che presenta al gruppo un nuovo genere, ovvero l'electro swing. Condito di ballate, canzoni old style e una produzione più lunga rispetto ad altre, quest'album rappresenta una svolta definitiva per il gruppo.

## Formazione

### 2008-2016
- Georgia Ciavatta (voce)
- Jacopo Delfini (chitarra, cori)
- Renato Podestà (chitarra elettrica, banjo, cori)
- Claudio Ottaviano (contrabbasso)
- Roberto Lupo (batteria)

### 2014
- Georgia Ciavatta (voce)
- Jacopo Delfini (chitarra, cori)
- Renato Podestà (chitarra elettrica, banjo, cori)
- Alex Carreri (contrabbasso)
- Roberto Lupo (batteria)

### 2016
- Lara Ferrari (voce)
- Jacopo Delfini (chitarra, cori)
- Renato Podestà (chitarra, banjo, cori)
- Claudio Ottaviano (contrabbasso)
- Roberto Lupo (batteria)

## Discografia

### Album
- 2009 - Sugarpie and the Candymen (Irma la Douce)
- 2011 - Swing 'n' Roll (Irma Records)
- 2014 - Waiting For The One (Irma Records)
- 2015 - Let It Swing (Irma la Douce)
- 2017 - Cotton Candy Club (Irma La Douce)
- 2019 - Sweet Classics (Irma La Douce)
- 2022 - Something's Cookin' (Irma Records)

### Singoli
- 2012 - Tell Me Boy - Remixes (Irma la Douce)
- 2013 - Waiting For Santa (Irma Records)

## Partecipazioni
- Umbria Jazz (Perugia - Italia, 2015, 2017 e 2023)
- Bergmanstrasse Festival (Berlino – Germania, 2012, 2013, 2015 e 2017)
- Free Blues Club (Stettino – Polonia, 2012, 2013, 2015 e 2017)
- Casa del jazz (Roma – Italia, 2017)
- International Boogie Woogie Night (Kaiserslautern – Germania, 2016)
- Au Dehore (St. Germain-en-Laye – Francia, 2016)
- Caval'air Jazz Festival (Cavalaire – Francia, 2016)
- Jazz Festival Sargans (Sargans, – Svizzera, 2016)
- Veneto Jazz Festival (Pordenone – Italia, 2016)
- Sound Of Sunset (Hotel Hilton, Venezia - Italia, 2016)
- Umbria Jazz Winter Festival (Orvieto – Italia, 2015)
- Radio2 Socialclub (Roma – Italia, 2015)
- Jazz à la Soute Festival (La Souterraine - Francia 2015)
- Jazz Club Le Meridien Etoile (Parigi – Francia, 2015)
- Webnotte (Stazione Leopolda, Pisa – Italia, 2015)
- Expo 2015 (Milano – Italia, 2015)
- Steam Fest (Roma – Italia, 2015)
- Festival Piano & Jazz (Ischia - Italia, 2015)
- Cremona Jazz Festival con Renzo Arbore (Cremona, Italia – 2015)
- Jazz Aux Sources (Chatel-Guyon, Francia, 2015)
- Concerto di Natale (Roma - Italia, 2014)
- Sabanci Offtown Festival (Istanbul – Turchia, 2014)
- Swingtime Special (Stoccarda – Germania, 2014)
- Vias en Jazz (Vias – Francia, 2014)
- Borgo Sonoro Festival (Longiano (FC) – Italia, 2014)
- Milano Expo (Milano – Italia, 2014)
- Festival Suoni Etno Jazz (Castrovillari (CS) – Italia, 2013)
- Street Jazz Festival (Estavayer-le-Lac – Svizzera, 2013)
- Festival del Cinema di Locarno (Locarno e Lugano – Svizzera, 2012 e 2014)
- Sankt Gallen Meets New Orleans (San Gallo – Svizzera, 2013)
- Stampen (Stoccolma – Svezia , 2012)
- Valtidone Jazz Festival (Pc – Italia, 2012 e 2013)
- Bayerischer Hof Night Club (Munich – Germania, 2012)
- Private Event for Swiss Ambassadors (Reichstag di Berlino – Germania, 2012)
- Irish House (New Orleans – USA, 2012)
- Summer Jamboree Festival (Senigallia (AN) – Italia, 2012)
- Jazz Ascona Festival (Ascona – Svizzera, 2011/2012/2013/2014/2016, vincitori del premio del pubblico nel 2011)
- Madrid Jazz Festival (Madrid – Spagna, 2011)[4]